# Massimo Palermo
Massimo Palermo (Roma, 7 novembre 1963) è un linguista e grammatico italiano.

## Biografia
Laureato in Storia della lingua italiana con Luca Serianni, è professore ordinario di Linguistica italiana presso l'Università per stranieri di Siena, dove ha ricoperto le cariche di prorettore, preside, coordinatore del dottorato di ricerca e direttore di dipartimento. Insegna inoltre presso la Scuola di specializzazione in didattica dell'italiano L2 della stessa Università.
È autore di oltre cento pubblicazioni scientifiche . Tra i volumi, si segnalano un manuale di Linguistica italiana, una Linguistica testuale dell'italiano, una Grammatica della lingua italiana (con Pietro Trifone) e una storia delle grammatiche di italiano per stranieri (con Danilo Poggiogalli). Tra le sue ricerche più note quella dedicata all'espressione dei pronomi personali soggetto nella storia dell'italiano, dalle origini a Manzoni. Con Giuseppe Antonelli ha coordinato la realizzazione del CEOD (Corpus Epistolare Ottocentesco Digitale). Coordina il progetto GeoStoGrammIt, un archivio digitale delle grammatiche e delle risorse per l'apprendimento dell'italiano pubblicate in Italia e all'estero, dal Quattrocento a oggi. Fa parte dell'Accademia della Crusca, del Comitato Direttivo della rivista Lingua e stile, del Comitato Scientifico delle riviste "La lingua italiana", "Italiano a scuola" e "Italiano LinguaDue". Dirige le collane “Testi e culture in Europa” (Pacini, Pisa) e "Variae voces. Testualità, multimodalità e polifonia tra passato e presente (Cesati, Firenze).

## Opere principali[2]
- Tanto per cambiare. La coazione a variare nella storia dell'italiano, Il Mulino, Bologna, 2025.
- Linguistica italiana, Il Mulino, Bologna, 2020 [2ª edizione].
- Grammatica italiana di base (con Pietro Trifone), Zanichelli, Bologna, 2020 (4ª edizione).
- L'italiano di oggi. Grammatica italiana per il biennio delle scuole superiori, Palumbo, Palermo, 2019.
- Italiano scritto 2.0. Testi e ipertesti, Carocci, Roma, 2017.
- Insegnare l'italiano come seconda lingua (con Pierangela Diadori e Donatella Troncarelli), Carocci, Roma, 2015.
- Sul filo del testo. In equilibrio tra enunciato e enunciazione (con Silvia Pieroni), Pacini, Pisa, 2015.
- Linguistica testuale dell'italiano, Il Mulino, Bologna, 2013.
- Grammatiche di italiano per stranieri dal Cinquecento a oggi, (con Danilo Poggiogalli), Pacini, Pisa, 2010.
- Percorsi e strategie di apprendimento dell'italiano lingua seconda: sondaggi su ADIL2, Guerra, Perugia, 2009.
- L'espressione del pronome personale soggetto nella storia dell'italiano, Bulzoni, Roma, 1997.
- Il carteggio Vaianese (1537-39). Un contributo allo studio della lingua d'uso nel Cinquecento, Accademia della Crusca, Firenze, 1994.